# 2005년 카슈미르 지진

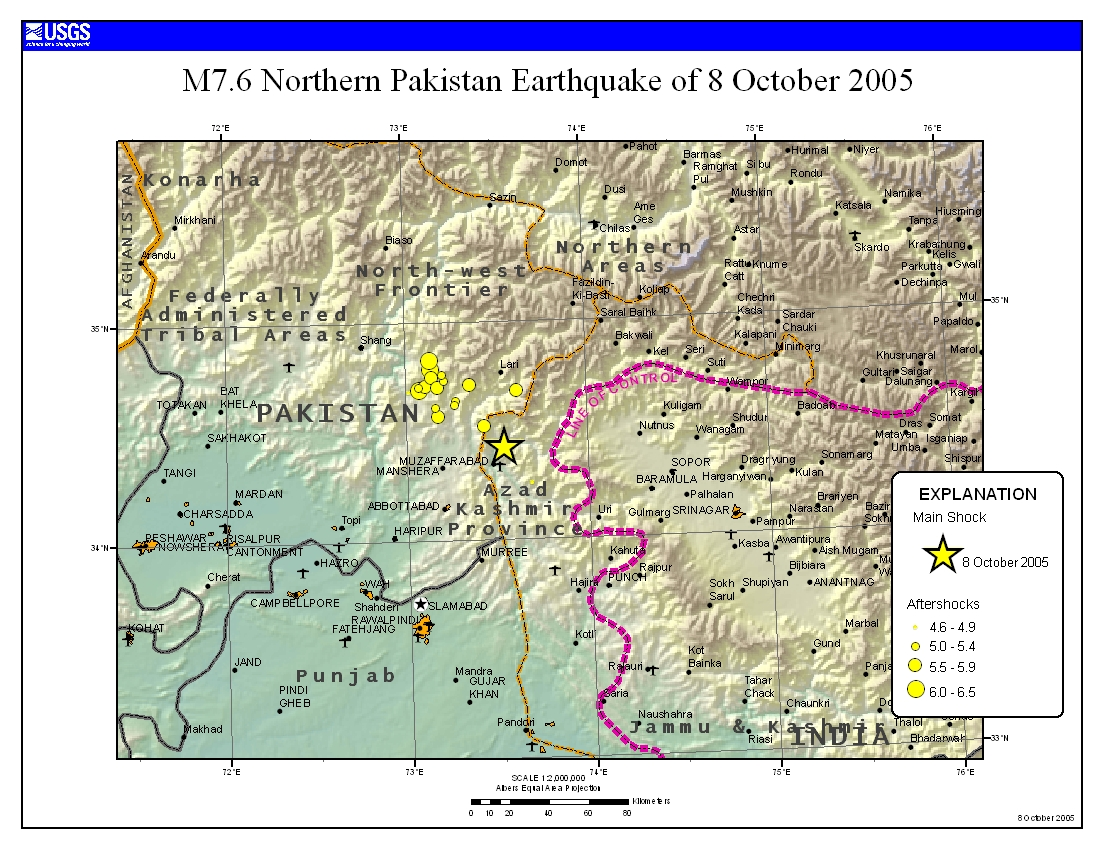
지진은 무자파라바드 근처에서 발생했고, 여진은 그 북서쪽 지역이다.

2005년 남아시아 지진 혹은 2005년 남아시아 지진은 2005년 10월 8일 03:50:40.800 UTC에 파키스탄령 카슈미르에서 발생한 지진이다. 모멘트 규모 7.6의 대지진으로 기록되었다. 깊이는 미국 지질조사국 기준 26km로 천발지진이다.

## 원인
지진은 아프가니스탄과 북 인도 뿐만 아니라, 북 파키스탄 지역에 광범위한 파괴를 일으켰다. 미국 지질조사국은 이번 지진이 규모는 7.6이고 진앙지는 북위 34°53′09″동경 73°58′08″으로 이슬라마바드 북북서쪽으로 약 95km 무자파라바드에서 가까운 곳이며 지하 26km라고 밝혔다. 일본 기상청은 규모 7.8이라고 측정했다. 지진은 미국 지질조사국 기준으로 "메이저급"이다. 카슈미르는 5천만년전에 히말라야를 만들어지기 시작한 유라시아판과 인디아 판이 부딪히는 곳에 놓여 있고, 히말라야는 아직도 1년에 약 5mm씩 융기하고 있다. 지진 이후 그 지역에 많은 2차지진이 발생했다. 7시간 동안 40회 이상의 여진이 관측되었고, 그 중 하나는 규모 6.2였다.

## 피해
이 지진으로 파키스탄과 인도, 그리고 아프가니스탄에 걸쳐 총 7만 4500명 이상의 사망자와 10만 6천 명 이상의 부상자가 발생하였다.

## 같이 보기
- 2015년 10월 힌두쿠시 지진

1. ↑  UN. Office for the Coordination of Humanitarian Affairs (2005년 10월 26일). “South Asia Earthquake 2005 : 26 October Flash Appeal : Consolidated Appeals Process (CAP)”. UN Digital Library. 2023년 3월 21일에 확인함.